# Мрачный Амстердам
Мрачный Амстердам (англ. Amsterdam Heavy) — экшн-боевик, режиссёра Майкла Райта, снятый в 2011 году в Нидерландах.
Слоган фильма: «Месть никогда не означает, что вы не можете о ней сожалеть».

## Сюжет
Действие фильма происходит в Амстердаме. Джей-Ди — жестокий гангстер, жаждущий мести людям, которым он доверял, приезжает в город в их поисках. Везде, где он появляется, остаются смерть и разрушение.
Городские власти, обеспокоенные происходящим, призывают на помощь агента ЦРУ Мартина Кила. Он делает всё возможное, чтобы остановить кровопролитие и вернуть спокойствие в город.

## В ролях
| Актёр             | Роль                 |
| ----------------- | -------------------- |
| Рик Синкельдам    | гангсер Джей-Ди      |
| Элисон Кэрролл    | Моника Лэндер        |
| Майкл Мэдсен      | агент ЦРУ Мартин Кил |
| Файя Лоуренс      | агент Брандт         |
| Винсент Ван Оммен | агент Ван Бик        |
| Сэмми Схилт       | вышибала в клубе     |
| Алистар Оверим    | вышибала в клубе     |
| Мириам Тарами     | Линда                |
| Йерун Пост        | гангстер Гунтер      |
| Галина Кияшко     | русская девушка      |

## Дополнительные факты
- Песню «Nothing 2 Lose» для кинофильма записали участники евродэнс-группы 2 Unlimited[5].